# Jeroen Van den Bogaert
Jeroen « Jerke » Van den Bogaert, né le 16 mars 1979 à Deurne, est un skieur alpin belge.

## Biographie
Le Belge fait ses débuts en course FIS en 1995, puis dans la Coupe du monde en octobre 1997 à Tignes, après une première sélection en championnat du monde à Sestrières.
Dès lors il prend part à toutes les éditions des Championnats du monde jusqu'en 2017, pour finir au mieux 30e en slalom géant en 2001 à Sankt Anton et 18e du slalom en 2009 à Val d'Isère. En 2009, il devient aussi champion de Belgique du slalom géant.
En 2010, il se qualifie pour ses premiers et uniques jeux olympiques à Vancouver, pour finalement se classer 34e du slalom.

## Palmarès

### Jeux olympiques d'hiver
| Épreuve / Édition | Slalom |
| JO 2010 Vancouver | 34e    |

### Championnats du monde
| Épreuve / Édition | Sestrières 1997 | Vail/Beaver Creek 1999 | Sankt Anton 2001 | Saint-Moritz 2003 | Bormio 2005 | Åre 2007 | Val d'Isère 2009 | Garmisch-Partenkirchen 2011 | Schladming 2013 | Beaver Creek 2015 | Saint-Moritz 2017 |
| Descente          | 43e             | -                      | –                | -                 | -           | -        | -                | -                           | -               | -                 | -                 |
| Super G           | 56e             | 43e                    | 43e              | -                 | -           | -        | -                | -                           | -               | -                 | -                 |
| Slalom géant      | 37e             | Abandon                | 30e              | 41e               | 34e         | Abandon  | Abandon          | 49e                         |                 | 51e               | Abandon           |
| Slalom            | Abandon         | Abandon                | Abandon          | Abandon           | 32e         | Abandon  | 18e              | 33e                         | Abandon         | Abandon           |                   |